# Синостоз
Синосто́з (лат. synostosis, від дав.-гр. σύν- — «з» і оστός — «кістка») — з'єднання двох кісток опосередком кісткової тканини, які раніше сполучались хрящем чи сполучною тканинною. Тобто кісткова тканина змінює з часом хрящову і сполучну тканину.
Якщо окостеніння розвивається в суглобах внаслідок інфекційного процесу чи пошкодження суглоба, наприклад на кінцевій стадії артрозу, то такий синостоз називається називається анкілозом. Якщо ж кісткове зрощення суглобів є наслідком хірургічного втручання, то називається артродез.

## Класифікація
Синостоз може бути фізіологічним і патологічним.

### Фізіологічний
Прикладами фізіологічного синостозу є кісткове зростання крижових хребців у крижову кістку чи зростання лобкової, клубової і сідничної кісток у єдину кістку таза.

### Патологічний
Патологічний синостоз з'являється між двома кістками, які в нормі розділені між собою. Такий синостоз може призводити до важких захворювань чи бути випадковими безсимптомними знахідками. Патологічний синостоз може виникати уже під час внутрішньоутробного періоду, прикладом може слугувати краніостеноз, або ж вперше проявлятися протягом подальшого росту і інколи можуть виступати частиною комплексних клінічних синдромів:
- Променево-ліктьовий синостоз — зрощення голівки променевої і ліктьової кісток, наслідком цього є неможливість ротації передпліччя.
- Променево-плечовий синостоз.
- Синостоз зап'ястя є наслідком порушення розвитку пальців кисті.
- Синостоз кісток стопи — можуть виникати зрощення між п'ятковою кісткою, надп'ятковою, кубоподібною, човноподібною кістками і проявлятися вперше в ранньому пубертатному віці порушенням постановки стопи чи болями в ділянці задньої частини стопи.
- Синостоз суглоба мізинця стопи зі зрощенням кінцевої і середньої частини п'ятого пальця ноги є відносно частим явищем і є випадковою безсимптомною знахідкою.
- Синостоз між тілами хребців називається блокуванням хребців (конкресценція хребців), коли в хребті лише один такий синостоз, то він найчастіше є безсимптомною випадковою знахідкою.
- Синостоз між кількома шийними хребцями виникає при синдромі Кліппеля-Фейля.